# Josef Guinchard
Axel Johan Josef Guinchard, född 1 juni 1873 i Stockholm, död 14 november 1934, var en svensk statistiker.
Guinchard studerade vid Stockholms högskola samt vid universiteten i Uppsala och Würzburg, blev filosofie doktor i Uppsala 1899 på avhandlingen Beiträge zur Kenntnis labiler Atomgruppirungen und ihren Umlagerung. Han tjänstgjorde i Statistiska centralbyrån från 1900 till 1905, då han antogs till chef för det nyupprättade Stockholms stads statistiska kontor, vilket under hans ledning utvecklades kraftigt. Bland Guinchards medarbetare här märks 1908 den då 26-årige amanuensen och sedermera borgarrådet Yngve Larsson.
Bland de av Guinchard författade arbetena bör, förutom de officiella statistiska berättelserna, främst nämnas den nya upplagan av Gustav Sundbärgs stora handbok "Sveriges land och folk" (1915) jämte motsvarande tyska och engelska upplagor. Tillsammans med Gösta Silén utgav han De närmaste kommande decenniernas befolkningsutveckling i Stockholm (1928) och En befolkningsgenerations reproduktionsförmåga (1929). I pressen samt i flera broschyrer förespråkade han grundsatsen om tjänstemannalönernas avpassande efter en levnadskostnadsindex.